# Vallerano (Murlo)
Vallerano è una frazione del comune italiano di Murlo, nella Provincia di Siena, in Toscana.

## Storia
Si pensa che il nome del luogo derivi dal legionario Valeriano, che secondo una leggenda costruì un castello romano che venne successivamente distrutto da Alarico nel 410 (della Vallerano romana restano tracce di un muro in pietra sbozzata, che si trova vicino alla croce in legno del XIX Secolo, e di una fortificazione posta all'estremità del paese), ma abbiamo certezza della presenza del villaggio solo in un'epoca più recente: il primo documento in cui viene nominata questa frazione è il diploma di Enrico III del 1055, dove venne concessa al Vescovo Buono e classificata come "castello" nella Bolla Papale di Clemente III, nel 1189. Successivamente, troviamo traccia di Vallerano anche nella sottomissione degli Ardengheschi di Civitella a Siena del 1202, dove viene inserito sempre nella categoria dei castelli. Nel 1322, fu vittima di saccheggio da parte di compagnie di ventura di Pisa (arrivate in aiuto di Massa). Nel catasto del 1466 ci fu un cambiamento: Vallerano viene considerato "villa" e non più "castello"; questo significa che da quel momento venne considerato come un "villaggio", cioè un centro abitato. In periodo medievale, la sua notorietà accrebbe grazie alla scoperta della presenza di serpentinite nera nei pressi del borgo, che portò alla costruzione di alcune piccole cave, dette le Miniere di Vallerano, facendo così diventare Vallerano un dormitorio per minatori. Con la serpentite estratta da Vallerano furono costruite importanti chiese in tutta la Repubblica di Siena, fra cui anche il Duomo di Siena. Successivamente venne scoperta anche la presenza di rame nelle cave di Vallerano, portando ulteriore indotto alla frazione.

## Monumenti e luoghi d'interesse
- Chiesa di San Donato
- Mulino di Vallerano